# جان هويل
جان هويل (بالإنجليزية: Jean Howell)‏ هي ممثلة أمريكية، ولدت في 21 نوفمبر 1927 في بومونا في الولايات المتحدة، وتوفيت في 23 يوليو 1996 في سانتا مونيكا في الولايات المتحدة.

## وصلات خارجية
- جان هويل على موقع IMDb (الإنجليزية)
- جان هويل على موقع أول موفي (الإنجليزية)
- جان هويل على موقع قاعدة بيانات الأفلام السويدية (السويدية)
- جان هويل على موقع قاعدة بيانات الفيلم (الإنجليزية)
- جان هويل على موقع كينوبويسك (الروسية)